# Бобрка
Бо́брка (укр. Бібрка) — город во Львовском районе Львовской области Украины. Административный центр Бобрской городской общины.

## Географическое положение
Находится на реке Боберке (бассейн Днестра).

## История
Известен с 1211 года, первое упоминание — в Галицко-Волынской летописи. Упоминается также река Бобрка, старинное урочище Боберка (Бобрка), то есть место, где были бобры — объект охоты в Древней Руси. По другим данным, 1211 год — это год первого упоминания не города Бобрки, а одноимённой реки, а собственно поселение начинает фигурировать в летописях лишь начиная с 1436 года. как владение Внучека из Кутна. Между 1353—1366 годами район г. Бобрка находился в числе владений, зависимых от Любарта, вассалом которого был Дмитрий Михайлович Боброк.
Поселение было собственностью польского короля и входило в Литовское староство. Местные ремесленники: дубильщики, скорняжники, сапожники и купцы платили подати львовскому старосте как королевскому представителю. Бобрку часто сдавали феодалам в аренду. Привилегией Казимира IV в 1469 году Бобрка получила магдебургское право, по которому было разрешен устраивать ярмарку дважды в год и раз в неделю проводить торги.
В 1474 году большой пожар разрушил почти весь город. Вследствие этого правительство на 10 лет освободило Бобрку от налогов. В 1502 году турецко-татарские войска полностью разрушили город. Ещё долго не мог восстановиться от этого опустошения: по люстрации 1621 года в городе королевские фуражиры не смогли найти ни одной провизии. В 1638 году польский сейм признал, что Бобрка почти полностью пришла в упадок и снова освободил жителей на 4 года от уплаты податей.
Когда в 1648 году в город вошли казацкие войска вошли в Бобрку, местный цех сапожников подарил им 80 пар сапог, а местные скорняки — 60 кожухов.
Польско-шведская война (1655—1660 гг.) привела город к полнейшему упадку. По люстрации 1661 года в городе было лишь 26 домов, тогда как до войны — 150. Лишь в 1765 году домов стало 300. Кроме того, в Бобрке жило значительное население, которое не имело собственных помещений — так называемые халупники.
После первого раздела Польши в 1772 году поселение оказалось в составе Австрии.
В 1790 году город достался магнату графу Скарбеку. В 1790-х гг. были открыты первые учебные заведения: двухлетня (тривиальная) и трехлетняя (нормальная) школы. В 1840-х гг. в Бобрке проживало 3000 жителей. Работала текстильная мануфактура.

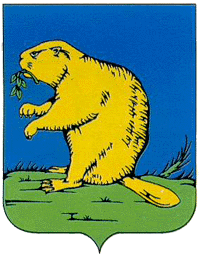
Герб Бобрки. 1569 г.

### 1919—1939
После распада Австро-Венгерской империи в 1918 году, был занят польскими войсками. С 23 декабря 1920 года до осени 1939 года в Львовском воеводстве Польской Республики. Центр повята.
1 сентября 1939 года германские войска напали на Польскую Республику, началась германо-польская война 1939 года.

### 1939—1991

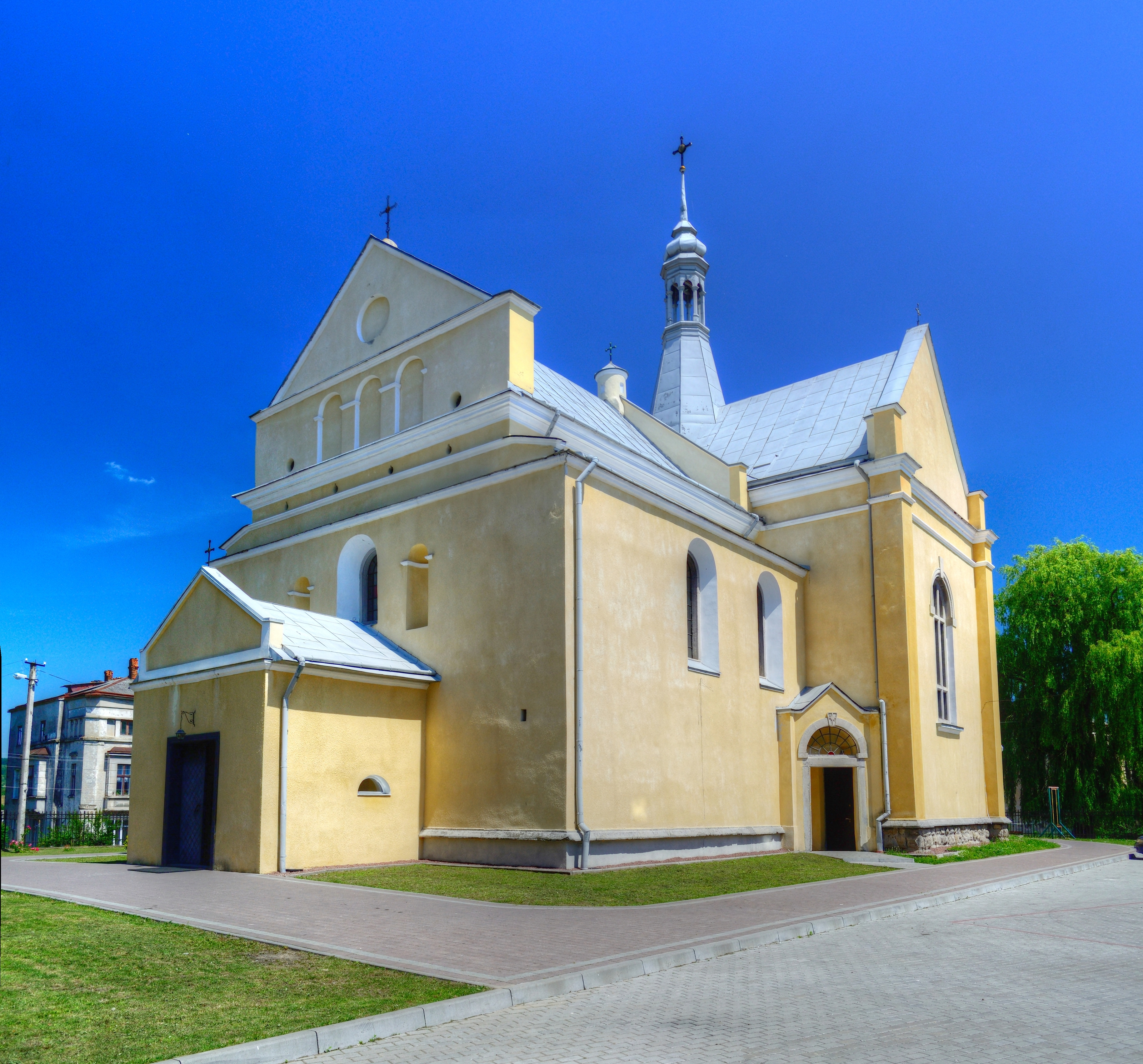
Костел Святого Николая

17 сентября 1939 года части РККА перешли восточную границу Польши, 27 октября 1939 года здесь была установлена Советская власть.
С 4 декабря 1939 года во Львовской области (Указ Президиума Верховного совета СССР от 4 декабря 1939 года).
22 июня 1941 года началась Великая Отечественная война 1941—1945 годов, город оказался в зоне боевых действий. 1 июля 1941 года он был оккупирован наступавшими немецкими войсками. В дальнейшем здесь было создано гетто, в котором было изолировано и уничтожено местное еврейское население.
27 июля 1944 года в ходе Львовско-Сандомирской наступательной операции был освобождён войсками 70-й гвардейской стрелковой дивизии 101-го стрелкового корпуса 38-й армии 1-го Украинского фронта.
В 1968 году численность населения составляла 3 тыс. человек, здесь действовали предприятия пищевой промышленности и кирпичный завод.
В 1978 году здесь действовали кирпичный завод, пищевой комбинат, лесхоззаг, межколхозная птицеинкубаторная станция, комбинат бытового обслуживания, одна средняя школа, одна музыкальная школа, больница, Дом культуры, две библиотеки, а также мемориально-музейные комбинаты украинских писателей Ивана Франко и Ульяны Кравченко.
В январе 1989 года численность населения составляла 4208 человек, основой экономики являлись предприятия пищевой промышленности, также здесь действовало производство галантерейных изделий.

### В независимой Украине
В мае 1995 года Кабинет министров Украины утвердил решение о приватизации птицеинкубаторной станции.

## Население
По данным переписи 2001 года, украинцы составляли 97,90 % населения города, поляки — 1,01 %.
По состоянию на 1 января 2013 года численность населения составляла 3829 человек.

### Языковой состав
Родной язык населения по данным переписи 2001 года:
| Язык       | Численность, чел. | Доля     |
| ---------- | ----------------- | -------- |
| Украинский | 3 914             | 99,11 %  |
| Другое     | 35                | 0,89 %   |
| Итого      | 3 949             | 100,00 % |

Украинский язык является основным и единственным официальным языком города.

## Экономика

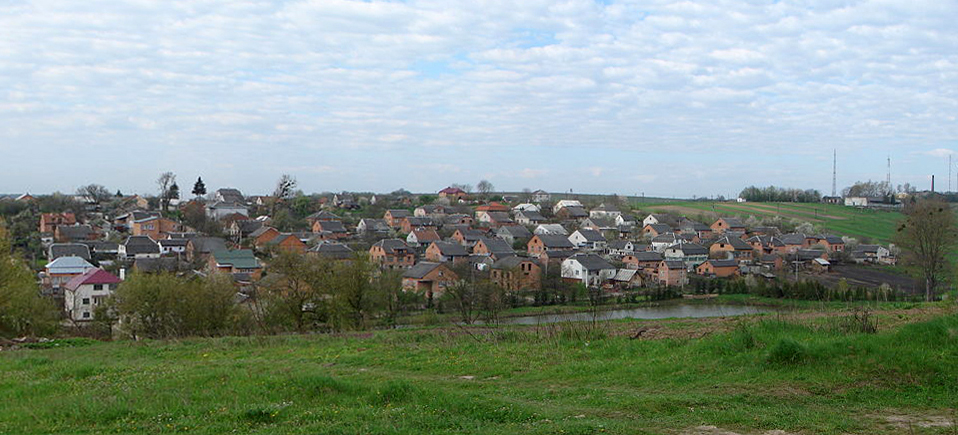
Вид на Бобрку

В Бобрке работают промкомбинат, кирпичный завод, пищекомбинат, птице-инкубаторная станция. Основная сельскохозяйственная специализация — животноводство мясо-молочного направления и земледелие (зерновые культуры, сахарная свекла, лён).

## Культура и образование
Средняя и музыкальная школы, дом культуры, 2 библиотеки, памятник архитектуры — костёл Святого Николая (основан в 1405).

## Транспорт
Железнодорожная станция Бобрка (на линии Львов — Ходоров) Львовской железной дороги.